# 卜相
卜相（1530年—？），字夢良，浙江嘉興府秀水縣人，民籍，明朝政治人物。

## 生平
嘉靖三十一年（1552年）壬子科浙江鄉試第五十三名舉人，四十一年（1562年）中式壬戌科會試第七十五名，三甲第十四名進士。授刑部主事，隆慶二年（1568年）六月往北直隸關內審決重囚，升員外郎，同年十二月出為湖廣按察司僉事，六年（1572年）正月升雲南布政使司右參議，萬曆五年（1577年）正月以拾遺降調。

## 家族
曾祖卜元；祖父卜艮；父卜鎬，歲貢生。母楊氏。具慶下。弟卜枌、卜梧。